# سئیا
سئیا (به پرتغالی: Seia) یکی از شهرهای کشور پرتغال است.